# تداخل‌سنجی خط پایه بسیار طولانی

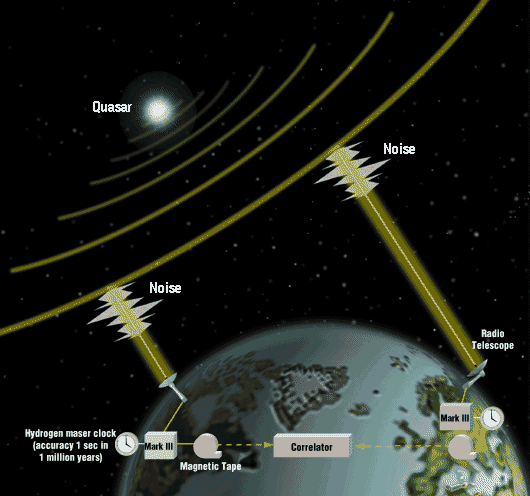
چگونه وی‌بی‌ال‌ای کار می‌کند.

تداخل خط پایه بسیار طولانی (به انگلیسی: very long baseline interferometry) یا به اختصار وی‌ال‌بی‌ای (به انگلیسی: VLBI) یکی از روش‌های انجام ژئودزی فضایی است. این روش، در ایجاد یک دستگاه مرجع لخت و اندازه‌گیری محل قرارگیری زمین در این دستگاه کاربرد دارد. وی‌ال‌بی‌ای محل قرارگیری زمین را به صورت مستقیم اندازه‌گیری می‌کند و نیازی به تکانهٔ زاویه‌ای اتمسفری، امواج دریاها و پاسخ الاستیکی زمین سخت ندارد. 
وی‌ال‌بی‌ای روشی هندسی است. در این روش زمانی که طول می‌کشد تا دو آنتن رادیویی در دو سوی زمین یک موج رادیویی متصاعد شده از یک اختروش را پس از یک دیگر دریافت کنند اندازه‌گیری می‌شود. با اندازه‌گیری امواج اختروش‌های متفاوت در نقاط مختلف زمین، وی‌ال‌بی‌ای دستگاه مرجع لخت را با استفاده از مختصات دقیق آنتن‌ها ایجاد می‌کند. 
از آن‌جا که اندازه‌گیری تغییر زمان‌ها در حدود پیکوثانیه است، این روش موفق می‌شود که محل اختروش‌ها را با خطای میلی ثانیه قوسی و محل آنتن‌ها را با خطای چند میلی‌متر بسنجد. از آنحا که آنتن‌ها روی زمین ثابت هستند، چرخش آن‌ها نمایانگر چرخش زمین در این دستگاه مختصات لخت است. تغییرهای نسبی در محل آنتن‌ها، نماینگر جابه‌جایی پوستهٔ زمین، تغییر شکل منطقه‌ای زمین و بالا یا پایین آمدن یک نقطه از زمین است. اتحادیه اخترشانسی بین‌المللی، حدود ۵۰۰ جسم خارج از کهکشان را از سیستم وی‌ال‌بی‌ای استخراج کرده و از آن‌ها در سامانهٔ بین‌المللی مرجع آسمانی استفاده می‌کند.

## تاریخچه
در اواخر دههٔ ۶۰ میلادی، کنسرسیومی از دانشگاه‌ها و سازمان‌های دولتی وی‌ال‌بی‌ای را ایحاد کردند. در ناسا از سال ۱۹۷۴ وی‌ال‌بی‌ای زیر نظر پایگاه فضایی گودارد اداره می‌شود. در طول سال‌های گذشته موسساتی دیگری به این پروژه در ناسا پیوسته‌اند. در حال حاضر حدود ۴۰ نهاد مختلفی در کنار ناسا در ۱۷ کشور جهان این سیستم را پشتیبانی می‌کنند.

## اندازه‌گیری‌های وابسته یه وی‌ال‌بی‌ای
از وی‌بی‌ال‌ای به جز اندازه‌گیری جابه‌جایی زمین در دستگاه مختصات لخت، در تکنولوژی‌های اندازه‌گیری سیستماتیک دیگر و همچنین پژوهش‌های مربوط به اتمسفر خنثی استفاده می‌شود. مدل‌های متفاوتی از حرکت زمین در فضا با استفاده از این روش توسط اخترشناسان ایجاد شده‌است.